# Argentinische Formel-4-Meisterschaft 2019
Die argentinische Formel-4-Meisterschaft 2019 (offiziell Campeonato de Argentina de Fórmula 4 certified by FIA 2019) wäre die erste Saison der argentinischen Formel-4-Meisterschaft gewesen. Es waren 14 Rennen eingeplant gewesen, die Meisterschaft hätte am 13. Juli in Buenos Aires beginnen und am 1. Dezember ebenda enden sollen. 
Die Saison wurde aufgrund von Lieferschwierigkeiten der Chassis sowie Motoren, der geringen Fahrermeldung und der instabilen politischen sowie wirtschaftlichen Lage Argentiniens abgesagt.

## Rennkalender
Es hätte sieben Rennwochenenden auf drei Rennstrecken mit je zwei Rennen stattfinden sollen. Der Saisonstart wurde zunächst auf Mitte Oktober verschoben und später ganz abgesagt.
| Nr. | Datum         | Rennstrecke                                            | Sieger   | Zweiter  | Dritter  | Pole-Position | Schnellste Rennrunde |
| --- | ------------- | ------------------------------------------------------ | -------- | -------- | -------- | ------------- | -------------------- |
| —.  | 13. Juli      | Autódromo Juan y Oscar Alfredo Gálvez (Buenos Aires 1) | Abgesagt | Abgesagt | Abgesagt | Abgesagt      | Abgesagt             |
| —.  | 14. Juli      | Autódromo Juan y Oscar Alfredo Gálvez (Buenos Aires 1) | Abgesagt | Abgesagt | Abgesagt | Abgesagt      | Abgesagt             |
| —.  | 03. August    | Autódromo Juan y Oscar Alfredo Gálvez (Buenos Aires 2) | Abgesagt | Abgesagt | Abgesagt | Abgesagt      | Abgesagt             |
| —.  | 04. August    | Autódromo Juan y Oscar Alfredo Gálvez (Buenos Aires 2) | Abgesagt | Abgesagt | Abgesagt | Abgesagt      | Abgesagt             |
| —.  | 31. August    | Circuito San Juan Villicum (Albardón)                  | Abgesagt | Abgesagt | Abgesagt | Abgesagt      | Abgesagt             |
| —.  | 01. September | Circuito San Juan Villicum (Albardón)                  | Abgesagt | Abgesagt | Abgesagt | Abgesagt      | Abgesagt             |
| —.  | 21. September | Autódromo Juan y Oscar Alfredo Gálvez (Buenos Aires 3) | Abgesagt | Abgesagt | Abgesagt | Abgesagt      | Abgesagt             |
| —.  | 22. September | Autódromo Juan y Oscar Alfredo Gálvez (Buenos Aires 3) | Abgesagt | Abgesagt | Abgesagt | Abgesagt      | Abgesagt             |
| —.  | 05. Oktober   | Autódromo Termas de Río Hondo (Termas de Río Hondo)    | Abgesagt | Abgesagt | Abgesagt | Abgesagt      | Abgesagt             |
| —.  | 06. Oktober   | Autódromo Termas de Río Hondo (Termas de Río Hondo)    | Abgesagt | Abgesagt | Abgesagt | Abgesagt      | Abgesagt             |
| —.  | 02. November  | Autódromo Juan y Oscar Alfredo Gálvez (Buenos Aires 4) | Abgesagt | Abgesagt | Abgesagt | Abgesagt      | Abgesagt             |
| —.  | 03. November  | Autódromo Juan y Oscar Alfredo Gálvez (Buenos Aires 4) | Abgesagt | Abgesagt | Abgesagt | Abgesagt      | Abgesagt             |
| —.  | 30. November  | Autódromo Juan y Oscar Alfredo Gálvez (Buenos Aires 5) | Abgesagt | Abgesagt | Abgesagt | Abgesagt      | Abgesagt             |
| —.  | 01. Dezember  | Autódromo Juan y Oscar Alfredo Gálvez (Buenos Aires 5) | Abgesagt | Abgesagt | Abgesagt | Abgesagt      | Abgesagt             |

## Wertung

### Punktesystem
Bei jedem Rennen hätten die ersten zehn des Rennens 25, 18, 15, 12, 10, 8, 6, 4, 2 bzw. 1 Punkt(e) bekommen. Es hätte einen Punkte für die Pole-Position gegeben, es gab keinen Punkt für die schnellste Rennrunde. 
| Punkteverteilung | Punkteverteilung | Punkteverteilung | Punkteverteilung | Punkteverteilung | Punkteverteilung | Punkteverteilung | Punkteverteilung | Punkteverteilung | Punkteverteilung | Punkteverteilung | Punkteverteilung | Punkteverteilung |
| ---------------- | ---------------- | ---------------- | ---------------- | ---------------- | ---------------- | ---------------- | ---------------- | ---------------- | ---------------- | ---------------- | ---------------- | ---------------- |
| Platz            | 1                | 2                | 3                | 4                | 5                | 6                | 7                | 8                | 9                | 10+              | PP               | SR               |
| Punkte           | 25               | 18               | 15               | 12               | 10               | 8                | 6                | 4                | 2                | 1                | 1                | –                |